# Partit Socialista Unificat (Burkina Faso)
El Partit Socialista Unificat (en francès: Parti Socialiste Unifié) és un partit polític de Burkina Faso. El PSU va ser fundat el 2001, seguint una escissió del Partit Socialista Burkinès (PSB).
El partit és liderat per Benoît Lompo. El PSU forma part de l'Oposició Burkinesa Unida (OBU) i l'Aliança Socialista (Burkina Faso) (junt amb el Moviment Popular pel Socialisme / Partit Federal). Tot i això, la decisió de l'Aliança Socialista de donar suport al Dr. Pargui Emile Paré a les eleccions presidencials del 2005 ha distanciat les relacions entre el PSU i l'OBU.